# GONE
「GONE」（ゴーン）は、日本のア・カペラボーカルグループ、SMOOTH ACE1枚目のシングル。1999年1月27日、OUT OF TUNEからリリース。全3曲が収録されている。

## 解説
1999年、夏、J-WAVEの深夜番組「J-Wave DX」でオンエアされリスナー、関係者から支持を受けた。初回限定1000枚が間もなく完売となりSMOOTH ACEの原点にしてマスターピースとなる楽曲。翌2000年に東芝EMIから発売されたGONE/あしあととは編曲者が異なる。

## 収録曲
全曲　作詞：岡村玄　作曲：重住ひろこ　編曲：荒木晋　コーラス・アレンジ：Smooth Ace
1. GONE　Original Mix （5:34）
2. GONE　DEMO -3rd.Mix-（4:54）
3. GONE　Piano Forte Mix（5:22）

## 配信
規格品番：4542408001105
発売日：2010-10-06
※オリジナルヴァージョン